# Walter Lehmann
Pour les articles homonymes, voir Lehmann.
Walter Lehmann, né le 13 janvier 1919 et mort le 23 septembre 2017, est un gymnaste suisse qui fut champion du monde et médaillé d'argent aux Jeux olympiques.

## Palmarès

### Jeux olympiques
- Londres 1948
  -  médaille d'argent par équipes
  -  médaille d'argent au concours général individuel
  -  médaille d'argent à la barre fixe

### Championnats du monde
- Bâle 1950
  -  médaille d'or par équipes
  -  médaille d'or au concours général individuel
  -  médaille d'or aux anneaux
  -  médaille de bronze au cheval d'arçons
  -  médaille de bronze au saut de cheval
  -  médaille de bronze à la barre fixe